# Jevgeni Grisjin (schaatser)

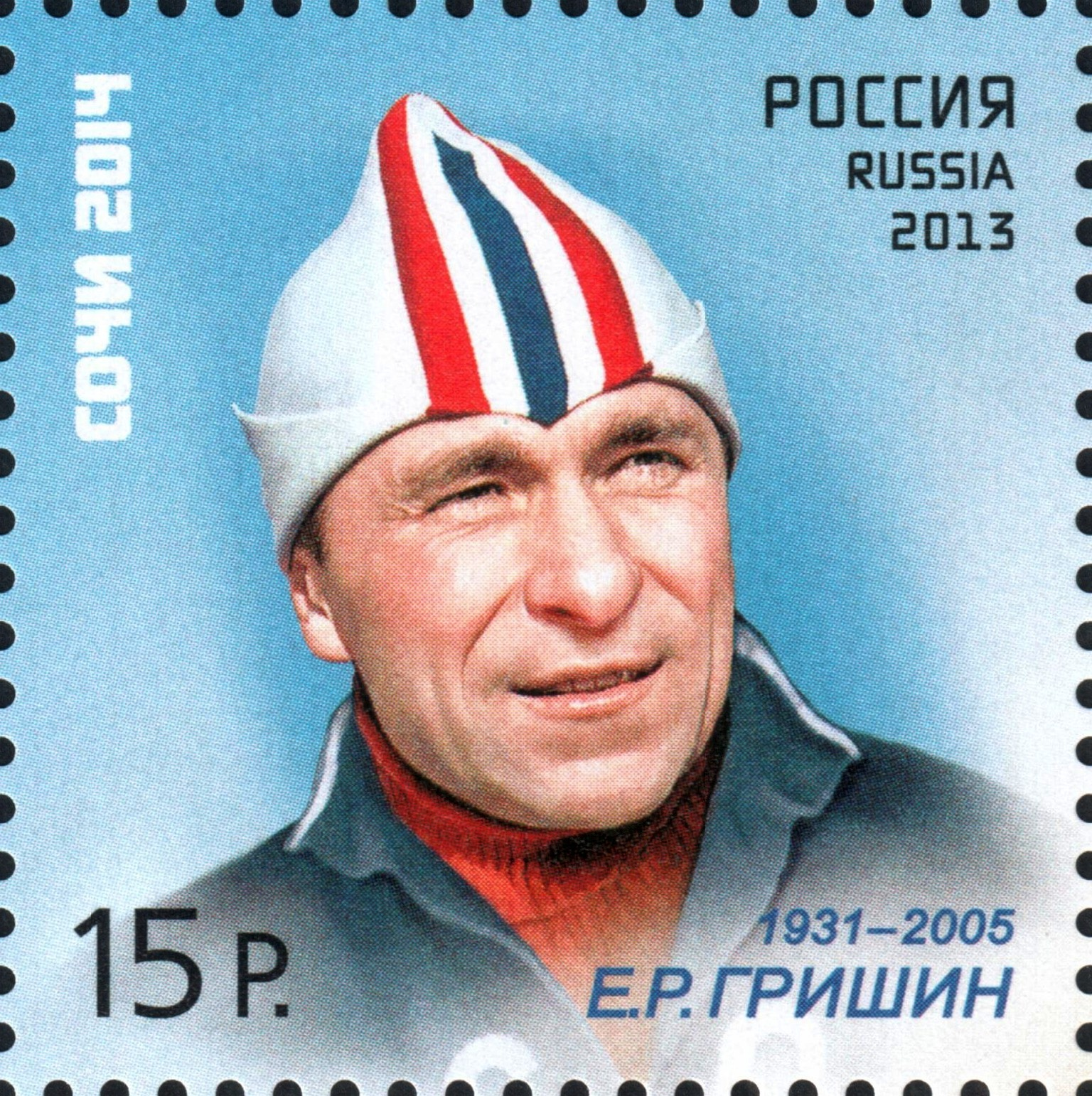
Postzegel № 1751. Serie legendarische sporters, ter ere van de Spelen in Sochi, 2014.

Jevgeni Romanovitsj Grisjin (Russisch: Евге́ний Рома́нович Гри́шин) (Toela, 23 maart 1931 – Moskou, 9 juli 2005) was een Russisch langebaanschaatser.

## Loopbaan
De Rus wordt gezien als de beste sprinter in de periode 1955-1964. Hij nam vier keer deel aan de Olympische Winterspelen (in 1956, 1960, 1964 en 1968) en werd zowel in 1956 als 1960 olympisch kampioen op de 500 en de 1500 meter. In beide gevallen moest hij de eerste plaats op de 1500 meter delen; in 1956 met zijn landgenoot Joeri Michajlov (2.08,6) en in 1960 met de Noor Roald Aas (2.10,4). Ook bij de Winterspelen van 1964 behaalde hij een medaille: zilver op de 500 meter.
Tijdens zijn actieve schaatsperiode werden er alleen Europese- en wereldkampioenschappen allround verreden en waren er nog geen sprintkampioenschappen. Hij debuteerde op het WK van 1954 met een derde plaats achter zijn landgenoten Boris Sjilkov en Oleg Gontsjarenko. In 1956 werd hij Europees kampioen en weer derde op het WK van 1956.
Nationaal nam hij twee keer plaats op het erepodium bij de allroundkampioenschappen, zowel in 1956 als 1957 werd hij derde.
In totaal bracht Grisjin zeven keer een wereldrecord op zijn naam: vier keer op de sprint, een keer op de kilometer en twee keer op de 1500 meter. Op de befaamde baan van Medeo nabij Alma-Ata slaagde Grisjin er op 27 januari 1963 in om als eerste binnen 40 seconden te eindigen op de sprint: hij legde de 500 meter in 39,6 s af.

## Records

### Persoonlijke records
| Afstand      | Tijd    | Datum           | Baan                 |
| ------------ | ------- | --------------- | -------------------- |
| 500 meter    | 39,5    | 28 januari 1963 | Medeo                |
| 1000 meter   | 1.22,8  | 22 januari 1955 | Medeo                |
| 1500 meter   | 2.06,6  | 17 januari 1968 | Medeo                |
| 3000 meter   | 4.39,7  | 12 januari 1963 | Medeo                |
| 5000 meter   | 8.17,7  | 19 januari 1955 | Medeo                |
| 10.000 meter | 17.05,0 | 17 januari 1965 | Madonna di Campiglio |

### Wereldrecords
| Nr. | Afstand    | Tijd   | Datum           | Baan     |
| --- | ---------- | ------ | --------------- | -------- |
| 1.  | 1500 meter | 2.09,8 | 10 januari 1955 | Medeo    |
| 2.  | 1000 meter | 1.22,8 | 12 januari 1955 | Medeo    |
| 3.  | 500 meter  | 40,2   | 22 januari 1956 | Misurina |
| 4.  | 500 meter  | 40,2   | 28 januari 1956 | Misurina |
| 5.  | 1500 meter | 2.08,6 | 30 januari 1956 | Misurina |
| 6.  | 500 meter  | 39,6   | 27 januari 1963 | Medeo    |
| 7.  | 500 meter  | 39,5   | 28 januari 1963 | Medeo    |

## Resultaten
| Jaar | EK Allround | WK Allround | Olympische Spelen |
| ---- | ----------- | ----------- | ----------------- |
| 1954 | 11e         | Brons       |                   |
| 1955 | 9e          | NC16        |                   |
| 1956 | Goud        | Brons       | 500m · 1500m      |
| 1957 | 5e          | 15e         |                   |
|      |             |             |                   |
| 1960 |             | NC17        | 500m · 1500m      |
| 1961 | NC17        | NC18        |                   |
| 1962 | NS4         | NC17        |                   |
| 1963 |             | NC18        |                   |
| 1964 |             |             | 500m · 11e 1500m  |
|      |             |             |                   |
| 1968 |             |             | 4e 500m           |

### Medaillespiegel
| Kampioenschap     | Goud · | Zilver · | Brons · |
| ----------------- | ------ | -------- | ------- |
| EK Allround       | 1      | 0        | 0       |
| WK Allround       | 0      | 0        | 2       |
| Olympische Spelen | 4      | 1        | 0       |

1924: Charles Jewtraw ·
1928: Clas Thunberg/Bernt Evensen ·
1932: Jack Shea ·
1936: Ivar Ballangrud ·
1948: Finn Helgesen ·
1952: Ken Henry ·
1956: Jevgeni Grisjin ·
1960: Jevgeni Grisjin ·
1964: Richard McDermott ·
1968: Erhard Keller ·
1972: Erhard Keller ·
1976: Jevgeni Koelikov ·
1980: Eric Heiden ·
1984: Sergej Fokitsjev ·
1988: Uwe-Jens Mey ·
1992: Uwe-Jens Mey ·
1994: Aleksandr Goloebev ·
1998: Hiroyasu Shimizu ·
2002: Casey FitzRandolph ·
2006: Joey Cheek ·
2010: Mo Tae-bum ·
2014: Michel Mulder ·
2018: Håvard Holmefjord Lorentzen ·
2022: Gao Tingyu
1924: Clas Thunberg ·
1928: Clas Thunberg ·
1932: Jack Shea ·
1936: Charles Mathiesen ·
1948: Sverre Farstad ·
1952: Hjalmar Andersen ·
1956: Jevgeni Grisjin/Joeri Michajlov ·
1960: Jevgeni Grisjin/Roald Aas ·
1964: Ants Antson ·
1968: Kees Verkerk ·
1972: Ard Schenk ·
1976: Jan Egil Storholt ·
1980: Eric Heiden ·
1984: Gaétan Boucher ·
1988: André Hoffmann ·
1992: Johann Olav Koss ·
1994: Johann Olav Koss ·
1998: Ådne Søndrål ·
2002: Derek Parra ·
2006: Enrico Fabris ·
2010: Mark Tuitert ·
2014: Zbigniew Bródka ·
2018: Kjeld Nuis ·
2022: Kjeld Nuis
Onofficiële Europese kampioenschappen

1891: Onbeslist ·
1892: Onbeslist · 
1946: Göthe Hedlund 

Officiële Europese kampioenschappen

1893: Rudolf Ericson · 
1894: Onbeslist ·
1895: Alfred Næss · 
1896: Julius Seyler · 
1897: Julius Seyler · 
1898: Gustaf Estlander · 
1899: Peder Østlund · 
1900: Peder Østlund · 
1901: Rudolf Gundersen · 
1902: Johan Schwartz · 
1903: Onbeslist ·
1904: Rudolf Gundersen · 
1905: Johan Vikander · 
1906: Rudolf Gundersen · 
1907: Moje Öholm · 
1908: Moje Öholm · 
1909: Oscar Mathisen · 
1910: Nikolaj Stroennikov · 
1911: Nikolaj Stroennikov · 
1912: Oscar Mathisen · 
1913: Vasilij Ippolitov · 
1914: Oscar Mathisen · 
1922: Clas Thunberg · 
1923: Harald Strøm · 
1924: Roald Larsen · 
1925: Otto Polacsek · 
1926: Julius Skutnabb · 
1927: Bernt Evensen · 
1928: Clas Thunberg · 
1929: Ivar Ballangrud · 
1930: Ivar Ballangrud · 
1931: Clas Thunberg · 
1932: Clas Thunberg · 
1933: Ivar Ballangrud · 
1934: Michael Staksrud · 
1935: Karl Wazulek · 
1936: Ivar Ballangrud · 
1937: Michael Staksrud · 
1938: Charles Mathiesen · 
1939: Alfons Bērziņš · 
1947: Åke Seyffarth · 
1948: Reidar Liaklev · 
1949: Sverre Farstad · 
1950: Hjalmar Andersen · 
1951: Hjalmar Andersen · 
1952: Hjalmar Andersen · 
1953: Kees Broekman · 
1954: Boris Sjilkov · 
1955: Sigge Ericsson · 
1956: Jevgeni Grisjin · 
1957: Oleg Gontsjarenko · 
1958: Oleg Gontsjarenko · 
1959: Knut Johannesen · 
1960: Knut Johannesen · 
1961: Viktor Kositsjkin · 
1962: Robert Merkoelov · 
1963: Nils Egil Aaness · 
1964: Ants Antson · 
1965: Eduard Matoesevitsj · 
1966: Ard Schenk · 
1967: Kees Verkerk · 
1968: Fred Anton Maier · 
1969: Dag Fornæss · 
1970: Ard Schenk · 
1971: Dag Fornæss · 
1972: Ard Schenk · 
1973: Göran Claeson · 
1974: Göran Claeson · 
1975: Sten Stensen · 
1976: Kay Arne Stenshjemmet · 
1977: Jan Egil Storholt · 
1978: Sergej Martsjoek · 
1979: Jan Egil Storholt · 
1980: Kay Arne Stenshjemmet · 
1981: Amund Sjøbrend · 
1982: Tomas Gustafson · 
1983: Hilbert van der Duim · 
1984: Hilbert van der Duim · 
1985: Hein Vergeer · 
1986: Hein Vergeer · 
1987: Nikolaj Goeljajev · 
1988: Tomas Gustafson · 
1989: Leo Visser · 
1990: Bart Veldkamp · 
1991: Johann Olav Koss · 
1992: Falko Zandstra · 
1993: Falko Zandstra · 
1994: Rintje Ritsma · 
1995: Rintje Ritsma · 
1996: Rintje Ritsma · 
1997: Ids Postma · 
1998: Rintje Ritsma · 
1999: Rintje Ritsma · 
2000: Rintje Ritsma · 
2001: Dmitri Sjepel · 
2002: Jochem Uytdehaage · 
2003: Gianni Romme · 
2004: Mark Tuitert · 
2005: Jochem Uytdehaage · 
2006: Enrico Fabris · 
2007: Sven Kramer · 
2008: Sven Kramer · 
2009: Sven Kramer · 
2010: Sven Kramer · 
2011: Ivan Skobrev · 
2012: Sven Kramer · 
2013: Sven Kramer · 
2014: Jan Blokhuijsen · 
2015: Sven Kramer · 
2016: Sven Kramer · 
2017: Sven Kramer · 
2019: Sven Kramer · 
2021: Patrick Roest · 
2023: Patrick Roest · 
2025: Sander Eitrem